# Arlet
Arlet är en kommun i departementet Haute-Loire i regionen Auvergne-Rhône-Alpes i centrala Frankrike. Kommunen ligger i kantonen Lavoûte-Chilhac som tillhör arrondissementet Brioude. År 2022 hade Arlet 24 invånare.

## Befolkningsutveckling
Antalet invånare i kommunen Arlet
| Referens: INSEE |